# Броневицкий, Александр Александрович
Александр Александрович Броневицкий (8 июля 1931, Севастополь — 13 апреля 1988, Нальчик) — советский композитор, хоровой дирижёр. Основатель и руководитель первого в СССР вокального ансамбля «Дружба», заслуженный артист РСФСР (1970 г.),  первый муж Эдиты Пьехи.

## Биография
Александр Александрович Броневицкий родился 8 июля 1931 года в Севастополе.
В 1955 году Александр Броневицкий создал самодеятельный вокальный ансамбль, участниками стали студенты, в основном будущие дирижёры, приехавшие учиться из стран Восточной Европы. Интернациональный состав подсказал название — Дружба (это название предложила Эдита Пьеха). Увлекшись идеей аккордового звучания знакомых мелодий, его участники аранжировали популярные чешские, болгарские и другие песни, исполняли их в сопровождении ритм-группы (фортепиано, ударные, контрабас). К восьми солистам в том же 1955 добавилась солистка — студентка Ленинградского университета Эдита Пьеха, исполнявшая французские и польские песни.
В 1958 году окончил Ленинградскую консерваторию по классу композиции (ранее — по классу хорового дирижирования).
После окончания учёбы ансамбль «Дружба» распался — выпускники консерватории разъехались в свои страны и на места работы. Броневицкому понадобился год, чтоб обновить состав.
В 1964 году ансамбль был запрещен, и после небольшого перерыва обновляется в третий раз, новые участники были собраны со всего СССР.
До июля 1976 года солисткой ансамбля была Эдита Пьеха.
А. Броневицкий скоропостижно скончался на гастролях ансамбля «Дружба» в ночь на 14 апреля 1988 года. Похоронен в Санкт-Петербурге на Кладбище Памяти жертв 9-го января.
Эдита Пьеха утверждает, что умер он от сердечного приступа, когда его вторая жена закрыла его в гостиничном номере на ключ.
После смерти А. А. Броневицкого ансамбль «Дружба» прекратил своё существование.

## Семья
- Отец — Александр Семёнович Броневицкий (Броновицкий[3]) (1899 — 1972), военный моряк, инженер-капитан первого ранга[4]. Наполовину белорус, наполовину поляк.
- Мать — Эрика Карловна Броневицкая, певица, выступала в Ленинградской капелле[5]. Родом из Латвии. Наполовину латышка, наполовину немка[6].
- Брат — Евгений Александрович Броневицкий (род. 30 июля 1945), солист ВИА ,,Поющие гитары’’.
- Дядя — Пётр Семёнович Броневицкий, генерал-майор береговой службы, начальник Военно-морского училища имени М. В. Фрунзе.
- Первая жена — Эдита Пьеха (род. 31 июля 1937 года) — советская и российская эстрадная певица, актриса, народная артистка СССР, в браке состояли с 1956 по 1976 годы.
  - Дочь — Илона Броневицкая (род. 17 февраля 1961 года) — артистка и конферансье, телеведущая.
    - Внук — Стас Пьеха (род. 13 августа 1980 года) — певец.
- Вторая жена — Ирина Романовская (род. 1951), артистка Ленинградского Театра музыкальной комедии, солистка ленинградского ансамбля «Дружба», в браке с 1977 по 1988 годы.

## Дискография
- Вокальный молодёжный ансамбль «Дружба» (1963)
- Ансамбль «Дружба» (1964)
- Эдита Пьеха И Ансамбль «Дружба» (гибкая пластинка, 1971)
- Эдита Пьеха И Ансамбль «Дружба» (1972)
- Ансамбль «Дружба» (гибкая пластинка, 1974)
- Эдита Пьеха И Ансамбль «Дружба» (гибкая пластинка, 1974)
- Эдита Пьеха в сопровождении Ансамбля «Дружба» (1974)
- «Верь мне, только верь…» Ирина Романовская и Феликс Кудашев — Песни Александра Броневицкого (1987; С60-26575)
- Эдита Пьеха «Это значит любовь» — Песни Александра Броневицкого (2011; «Бомба Мьюзик»; CD)